# Espasmo esofágico difuso
El espasmo esofágico difuso, espasmo esofágico distal, esófago en sacacorchos es  una condición médica en la cual se producen contracciones descoordinadas en el esófago. Se cree que es el resultado de diferentes trastornos en la motilidad esofágica. Estos espasmos no propulsan eficientemente el bolo alimenticio al estómago, causando disfagia, regurgitación y dolor en el pecho.

## Características
Se prefiere la denominación "espasmo esofágico distal" ya que la porción esofágica afectada es la región inferior del esófago (distal), donde se halla el esfínter esofágico inferior y no la porción superior del esófago (proximal) que forma parte del esfínter esofágico superior.

## Clínica
Al espasmo esofágico distal, se lo incluye en un grupo heterogéneo de enfermos que consultan por dolor retroesternal con grados variables de disfagia, y en los que la manometria demuestra un esófago normotenso, asociado con la presencia de ondas simultáneas muy amplias, especialmente en el tercio inferior del esófago.
Generalmente lo presenta pacientes con una constitución psíquica inestable, en los que la sintomatologia aparece sobre todo durante periodos de estrés emocional.[cita requerida]
En ocasiones esta entidad se asocia con la presencia de reflujo gastroesofagico, con hernia hiatal o sin ella (espasmo difuso secundario). Otras veces la enfermedad evoluciona a medida que pasa el tiempo hacia la acalasia, con aperistalsis y ausencia de relajación.

## Estudio
La técnica de laboratorio considerada estándar de oro para evaluar la motilidad esofágica, es la manometría esofágica de alta resolución (HRM).
Los trastornos de la motilidad esofágica se definen mediante consenso internacional, utilizando HRM, diagramas de Clouse y métricas estandarizadas.